# Ökonomisták
Az ökonomizmus opportunista áramlat az orosz szociáldemokráciában a XIX. század végén és a XX. század elején. Az ökonomisták a munkásosztály feladatait a gazdasági harcra korlátozták, tagadták a munkáspárt vezető szerepét, meghajoltak a munkásmozgalom spontaneitása előtt, felléptek a centralizált proletárpárt megalapítása ellen. Sajtószerveik a Rabocsaja Miszl és a Rabocseje Gyelo.